# Ото IV фон Фалкенщайн
Ото IV фон Фалкенщайн (на немски: Otto IV von Valkenstein; † 1328) е граф и господар на замък Фалкенщайн и Арнщайн.

## Произход
Той е син на граф Фридрих II фон Фалкенщайн († сл. 1277) и съпругата му Клемента фон Хесен († сл. 1270), дъщеря на Фолрад фон Хесен († пр. 1250). Внук е на граф Ото II фон Фалкенщайн. Брат е на Фолрад I фон Фалкенщайн (* ок. 1250; † 1312) женен за Мехтилд фон Арнщайн († сл. 1279), сестра на съпругата му.
Линията на графовете на Фалкенщайн изчезва ок. 1336 г.

## Фамилия
Ото IV фон Фалкенщайн се жени пр. 29 юни 1281 г. за Луитгард фон Арнщайн († сл. 1332), дъщеря на граф Албрехт II фон Арнщайн († 1279) и бургграфиня Мехтилд фон Мансфелд-Кверфурт († сл. 1289). Те имат децата:
- Фридрих IV фон Фалкенщайн († 1310), граф на Фалкенщайн, женен между 2 февруари и 28 юли 1308 г. за Мехтилд фон Регенщайн († сл. 23 август 1334), дъщеря на граф Хайнрих III фон Регенщайн († 1311/1312) и Елизабет фон Хоя († 1320)
- Албрехт († сл. 1287)
- Ото († сл. 1341), архдякон в Зарщет (1299 – 1327)
- Бурхард VI фон Фалкенщайн († сл. 12 март 1336), граф на Фалкенщайн, женен за Хедвиг (Хезе) фон Регенщайн († сл. 1331), сестра на Мехтилд
- Мехтилд († сл. 1287)
- Ода († сл. 1319), омъжена сл. 1319 г. за граф Албрехт II фон Регенщайн († 1347/1351), брат на Мехтилд и Хедвиг фон Регенщайн